# ランバ・ラル
ランバ・ラル（Ramba Ral）は、アニメ『機動戦士ガンダム』に登場する架空の人物。
担当声優は広瀬正志。『THE ORIGIN』では喜山茂雄。

## キャラクター概要
ジオン軍の士官で、階級は大尉。年齢35歳。ザビ家の政敵であったジオン・ズム・ダイクンの遺臣ジンバ・ラルを父に持つ。直属の上官はドズル・ザビ中将。一年戦争以前からゲリラ戦を戦い抜いてきた生粋の職業軍人であり、そうした性格をマ・クベの副官であるウラガンからは「戦馬鹿（いくさばか）」とまで揶揄されている他、アニメ本編の第20話のホワイトベース艦内での白兵戦において鉢合わせとなった敵であるはずのフラウ・ボゥに対し、手にしていた拳銃を叩き落とした上で隠れているよう促すなど、子供など弱者との戦闘を嫌う良識も備えている。
また、主人公のアムロ・レイに人間的成長のきっかけを与えた人物であり、パイロットとしての技量ばかりでなく、人間的な器量の大きさからアムロをして「あの人に勝ちたい」と言わしめた。監督である富野由悠季は、ランバ・ラルについて「精神的に父親不在だったアムロに対する、父親役としての存在であった」と後に語っている。
開戦当初から自機を青く塗装していたため、「青い巨星」の異名を持つ。これに関連したのかグフの正式量産型機体色は、量産型機体に多く用いられる緑色ではなく青色が採用されている。

## 劇中での活躍

### アニメ本編
父ジンバがザビ家の政敵であったダイクン派に属していたこともあり、自身もラル家の一員としてキャスバルとアルテイシア兄妹を父ジンバとともに保護したため、ザビ家が牛耳るジオン軍では出世コースから外れた日陰者的な存在であったラルは、軍人として祖国の役に立てないことを心苦しく思っていた。そのような矢先、ホワイトベースとの戦闘で戦死したザビ家の四男ガルマ・ザビの仇討ちという任務をドズルに命じられる。自分の出世は部下や内縁の妻クラウレ・ハモンの生活向上につながると、意に沿わぬ任務を引き受ける。
第12話では、自らの部隊であるランバ・ラル隊を率いて機動巡洋艦ザンジバルで地球に降下したラルは、大気圏突入直後にホワイトベースを捉えて海上で攻撃を行っている。なお、本話では雷に関するセリフ（彼の部下たちはコロニー育ちのためか、雷を地球連邦軍の新兵器ではないかと口にしていた）があり(同時に敵の連邦でもホワイトベースではコロニー育ちのフラウが同じ雷をジオンの新兵器と疑っている)、以前にも地球を訪れた経験があるという説もあるが、ただ知識として知っていただけかもしれず詳細は不明である。
第16話以降はギャロップに乗り換えて砂漠へ舞台を移し、新型モビルスーツ「グフ」を駆って少ない兵力ながらもギャロップの機動力を利用したゲリラ戦を展開してホワイトベースを翻弄し、第17話では、ギャロップでホワイトベースの襲撃を受けた鉱山を救援した結果、状況を楽観視して命令違反を犯してガンタンクで出撃したアムロを苦しめる。このことでブライトから叱責されたアムロはホワイトベースを脱走することになる。
第19話では、移動中に立ち寄った中立地帯にあるソドンの街の食堂でホワイトベースを脱走中のアムロと出会っている。この時ラルはアムロの物言いから彼を気に入るも、アムロを探しに来たフラウ・ボゥが歩哨に立っていたサグレドに捕まったことで、アムロが地球連邦軍の兵士であることが露見してしまう。その後、解放したフラウをゼイガンに追跡させてホワイトベースの居場所を発見する。ホワイトベースを襲撃するために移動中のところをアムロに見つかったことから、ガンダムに搭乗して戦場へ赴いたアムロと再び相見えることとなり、接戦の末、乗機のグフを撃破されるもなんとか脱出する。
第20話では、ドズルとの間に入ったマ・クベの策謀により、モビルスーツ戦力の補充要請を握り潰されてモビルスーツ戦力がザク1機となったラルは、ゲリラ屋の本領とする白兵戦によってホワイトベースを乗っ取るべく斬り込み隊を編成し、キュイ揚兵戦車を使用しての戦闘を決行、ホワイトベースへ斬り込んだランバ・ラル隊はホワイトベースの第2ブリッジを確保した。その付近での戦闘中に、アムロとガンダムの操縦を交代して艦内を移動していたセイラ・マス（アルテイシア・ソム・ダイクン）と遭遇する。父ジンバ・ラルがセイラ（＝アルテイシア）の育ての親だったこともあり、面識があったジオン・ダイクンの娘が敵である地球連邦軍にいたことに「戦いの中にあって戦いを忘れた」と独白するほどの衝撃を受け、さらにセイラに一喝されてひるんだところをリュウ・ホセイによる銃撃を受ける。負傷したラルは制圧したホワイトベースの第2ブリッジへ逃げ込み、ドアを閉め切って敵の侵入を防いだものの、第2ブリッジしか占拠できず作戦が失敗したと判断し部下へ撤退命令を出す。その後、ハモンへ訣別の通信を行っている最中に、ブライトから艦を破壊してでもラルの斬り込み隊を制圧するよう命令を受けたアムロがガンダムによる攻撃で第2ブリッジを外部から破壊したため、第2ブリッジを占拠していたラルの斬り込み隊はラルを含めて全員が死傷し、直後にブライトたちが第2ブリッジのドアを開けて入り込んできたため、ホワイトベースの艦内はブライト率いる武装された圧倒的な数の戦闘員、艦外にはガンダムという進退きわまる状況に至り、ただ1人動ける程度の負傷で残されたラルは第2ブリッジへ入り込んできたブライトたちの目の前で手榴弾を抱いたまま外へ飛び降りて自決し、壮絶な最期を遂げた。

### 小説版
小説版『機動戦士ガンダム』でのランバ・ラルは、総帥ギレン・ザビの親衛隊長を務めている。父ジンバがダイクン派であったことは同じだが、逆にそのことを負い目としてギレンに忠誠を尽くしている様子が描かれている。小説版では地球での戦闘自体がないので、グフなどのモビルスーツに搭乗することもない。アムロたちとの交戦もなく、戦死もしていない。ハモンとの絡みも一応は存在するが、テレビ版でのものとはいろいろな意味でほど遠く、アニメとは描写が大きく異なっている。

### 機動戦士ガンダム THE ORIGIN
漫画『機動戦士ガンダム THE ORIGIN』では、一年戦争以前のラルが描かれた。ジオン勃興以前のムンゾ自治共和国時代では、レジスタンスに身を置いて大学教授だったダイクンを擁護した。この時期に彼が得意とするゲリラ戦術が培われたとされる。その後軍に入隊し名門ラル家の嫡男としてドズルに次ぐ地位を得るが、ダイクン急死、ラル家没落後の政争の中にあって、幽閉状態にあったダイクンの遺児キャスバル（シャア）とアルテイシア（セイラ）の奪取を画策・実行した。あくまでダイクン毒殺説を主張してザビ家と対立しようという父ジンバ・ラルを疎み、兄妹と共に地球に逃がす算段をつける。だが、その労は報われず、遠く離れた地球からザビ家追い落としの策謀を企てたため、ザビ家の送り込んだ暗殺者により父ジンバは暗殺される。父ジンバ・ラルが暗殺された後もマス家に養子入りしたキャスバル（エドワゥ）とアルテイシア（セイラ）兄妹の養育を続けたが、兄妹が無事に大人になってからはマス家には一切行かずに関わっていない。
ダイクンの遺児奪取を企てたことを理由に予備役編入を迫られ、以後はハモンの酒場で酒浸りの身に落ちぶれ、用心棒まがいのことをしていたが、以前から彼の手腕や才覚を高く評価していたドズルに拾われる形で、モビルスーツ開発計画に黒い三連星らと共にテストパイロットとして関わった。ミノフスキー博士亡命事件時の史上初のモビルスーツ同士の戦闘「スミス海の虐殺」にも指揮官として参加し、地球連邦軍のモビルスーツ部隊を壊滅に追い込み、ジオンのグラナダ進出に決定的な役割を果たすが昇進はできなかった（アニメ版では中佐に昇進しているが、後述の軍務拒否が原因で降格となる）。一年戦争緒戦ではハッテ制圧という「裏方」に回されて華々しい活躍が出来なかったが、これを気にかけ、ラルに花道を作ってやろうというドズルの配慮から内々にコロニー落とし（ブリティッシュ作戦）の実行を命じられる。だが、その大量虐殺を前提としたその作戦を「悪魔の所業だ」と喝破して、軍人としての義務と良心の板ばさみに苦しんでいたドズルを激怒させる形で、軍務を拒否。再び予備役状態になり、ルウム戦役の際は出陣するコズンやクランプを酒場で見送ることとなるなど、（その優れた将才にもかかわらず）ガルマの仇討ち任務まで干されていた理由を補足する描写となっている。
「ランバ・ラル編」においてアニメ版と同じくグフを駆って登場し、2度目のガンダムとの対戦では左足を切断して戦闘不能に追い込むと、事実上アムロを完敗させる。自決の際には、「ガンダムは伝説のモビルスーツになる」「自分が連邦の神話作りに手を貸した」など自嘲めいたセリフが追加されている。
腹心のハモンとは若い頃からの恋仲でありながら彼女を表立って妻にできない事情として、ザビ家独裁下でラル家が没落した日陰者である事情や、ダイクンとアストライアの身分違いの恋が招いた兄妹と母親の生き別れの悲劇を共に目撃していたことなど、複雑な人間関係やラル自身の辿った数奇な運命として説明されている。また、そこにハモンを巡る恋敵であり、ラルの死後には残されたハモンたちに物資を提供し、「ラル仇討ち作戦」の実行に手を貸したタチ中尉が絡むことにより、さらに複雑となっている。
なお、性格面も直情的で正義感の強い熱血漢として再設定された。情に脆い反面、時として激高し、後先考えずに行動するなどラル自身の「未熟さと潔癖さ」が、逆に腹心の部下たちからすればたまらない人間的魅力となり、厚い信頼やその死後に仇討ち作戦を決行させる動機に繋がっている。また、ア・バオア・クー防衛戦で捕虜となったセイラが反乱を扇動するにあたり、もっとも大きな力となったのがランバ・ラルの部下の一人だった。セイラはそれを知った時、かつて「このラルおじさんは何だってできるんです」と笑顔で励ましてくれたことを思い出し、涙を流した。
対立するラル家とザビ家に生まれながらドズルとは正に似たもの同士で、ラルが他のザビ家とドズルを明確に区別し、ドズルへの恩に報いるためにガルマの仇討ちを引き受けた事情や、どうにかラルに名を成さしめたいと同時に「大量殺戮に関わる共犯者」にすることでせめて心情を理解し合える「同志」を得たいという、ドズルの心情や苦悩として描かれている。また、テレビ版ではやや肥満気味であった体型もスマートな体型になっており、キスするときハモンが背を屈めたほどの短躯も相応の身長に描き直され、若さも増したキャラとなった。ザンジバルの運用に関しては、「マ・クベに渡すために乗ってきた」という設定が追加されている。年齢設定は、テレビ版より10年ほど年かさである。
MSもモビルワーカーの時代から青色かつ、初めてのモビルスーツの実戦ではスミス海の戦いでこれも青色に塗装されたブグに乗っており、一年戦争中にザクの強化改良型となるやはり青色のグフに乗ることになる。同僚の黒の3連星のマッシュ、オルテガ、ガイアは開戦前からモビルワーカーで訓練を積んだ仲で、開戦当初はザク2が配備開始された後なのにいまだにザクI（旧ザク）に乗っており、ドムが配備された後にドムに移っているのとは違う扱いとなっている。

### 機動戦士Gundam GQuuuuuuX
アニメ『機動戦士Gundam GQuuuuuuX』の最終回では、再構築される世界の指導者として擁立されたアルテイシアの側近として、ランバ・ラルらしき人物が登場する。

### その他
機動戦士ガンダム MSV-R 宇宙世紀英雄伝説 虹霓のシン・マツナガ
ルウム戦役後、タチ中尉の要請により、捕虜となっているレビル中将を奪還するためにサイド3に潜入している連邦軍工作員の内偵に協力するが、消息を絶ってしまう。ダイクン派の血筋であることから連邦軍への寝返りを疑う者も少なくなく、ハモンやシン・マツナガ中尉（当時）らも捜索をおこなう。連邦軍工作員の罠にはまり、窮地に陥るマツナガをラルは間一髪で救い（クランプたちも同行）、連邦と内通する反ザビ家（ダイクン派）のクーデター鎮圧にマツナガを引き入れる。ラルは自らの立場を利用してダイクン派の動向を探っており、連邦のシンパと接触があることを掴んでいたのである。ランバ・ラル隊を率い、ゲリラ戦によりクーデター鎮圧に成功するが、それを陽動とした連邦側がレビルを奪還してしまう。ギレン・ザビ総帥はラルたちに厳罰を求めるが、戦争の継続が決まり優秀な人材を減らす時勢ではないとするデギン・ザビ公王らのとりなしにより不問とされ、その代わりマツナガとともに突撃機動軍に転属、月のグラナダ基地へ配属される。
グラナダ市の酒場ではマツナガと、彼にレビル捕縛の功績を台無しにされた黒い三連星との乱闘騒ぎに割って入り、同じ立場であるマツナガに加勢しようとするが、エリオット・レムの提案によりMSでの模擬戦で決着をつけることとなる。ラルは愛機のザクIで模擬戦に参加するが、連邦軍のマス・ドライバー基地奪還作戦が開始され中断。模擬戦のメンバーと協力して連邦軍艦隊の撃退に成功する。
ラル飯 ～ランバ・ラルの背徳ごはん～
漫画：谷和也、料理監修：鈴木小波によるスピンオフ作品。
『THE ORIGIN』における開戦前のハモンの酒場「クラブ・エデン」の留守番をしているラルがカロリー無視の「背徳飯」を自作して食するグルメマンガ。

## 搭乗機
- MS-05B ザクI
- YMS-07B グフ
- キュイ揚兵戦車
- MW-01 モビルワーカー01式 後期型（『THE ORIGIN』）
- MS-04 ブグ（『THE ORIGIN』）

ゲーム『機動戦士ガンダム ギレンの野望』シリーズではザクI、MS-09 ドム、MS-14S ゲルググ、MS-15S ギャンに専用機が存在しており、いずれもカラーリングは青を基調とする。また、グフの後に開発されるドム、ゲルググ、ギャンの専用機に搭乗させるとアニメの「ザクとは違う」というセリフに倣い「グフとは違う」「ドムとは違う」というセリフを話すことがある。また、アクションフィギュア『ZEONOGRAPHY』で立体化されたザクIの専用機は、ザクII（C型）への組み換えが可能となっている。
パーソナル・エンブレムは、赤地に黒縁の白十字のエスカッシャンに、青い四芒星と「Rs」の文字を重ねたもので（Rsではなく、R一文字でRの字の先が長くなっているようにも見える）、これは『ギレンの野望』のゲーム中のムービーに登場する専用のザクIの左肩に描かれたのが初出であり、「青い巨星」を意味するとされる。また、これは地球侵攻作戦終了後の戦勝パレードの際にほどこされたものであり、その後の戦闘では青く塗り直されている。

## ランバ・ラル隊のメンバー
- クランプ
- アコース
- コズン・グラハム
- タチ
- トルガン
- ミサキ
- イリューシン
- サグレド
- マイル
- ギーン
- ステッチ
- ゼイガン
- クラウレ・ハモン

なお、バンダイのプラモデルシリーズ『U.C.HARD GRAPH』から、「1/35ランバ・ラル独立遊撃隊セット」が製品化され、ラル、ハモン、クランプ、ゼイガン、一般兵2人のフィギュアが付属している。

## 補足
- 小説版『ジオニックフロント 機動戦士ガンダム0079』に登場する「闇夜のフェンリル隊」隊長のゲラート・シュマイザー少佐は、ラルの親友という設定である。
- ゲーム作品では、ホワイトベースに勝利するIFストーリーが描かれているものがある。『ギレンの野望』では、補給としてドムを渡す選択を行うと、ホワイトベース隊に勝利し同艦とガンキャノン・ガンタンクを鹵獲するイベントがある。また、『機動戦士ガンダム 戦士達の軌跡』では、「ラル編」の最終ミッションでホワイトベースを倒すと、エンディングで「激しい戦いの中、グフを駆ったランバ・ラルは木馬を撃破した。これにより木馬追討の任を受けた彼は無事その役目を果たし、二階級の特進を受けて宇宙へ帰っていった。彼と彼の部隊に新たな戦いが待ち受けている」というテロップが流れる。
- 2013年のサンライズ制作アニメ『ガンダムビルドファイターズ』にはラルさんという人物が登場する。この中年男性は容姿がランバ・ラルによく似ており（声も同じく広瀬正志[注 6]）、グフ系の機体を好んで使用する、「青い巨星」という異名を持つなど、ランバ・ラルとの共通点が多いが、設定上はあくまでも普通のオジさんである。

## 評価
『愛と戦いのロボット 完全保存版』で発表されたアンケート「みんなで選ぶロボットアニメーションベスト100」では、「一番カッコイイヒーローは？」で第60位、「一番極悪な悪役・敵役は？」で第43位、「一番美しい悪役・敵役は？」で第27位にランクインした。